# Piotr Gryglewski
Piotr Andrzej Gryglewski (ur. 1968 w Łodzi) – polski historyk i historyk sztuki, doktor habilitowany nauk humanistycznych w zakresie historii sztuki, profesor nadzwyczajny Uniwersytetu Łódzkiego.

## Życiorys
Jest absolwentem historii na Uniwersytecie Łódzkim. Pracę magisterską napisaną pod kierunkiem prof. dr hab. Wandy Nowakowskiej obronił w 1992 roku. Stopień doktora nauk humanistycznych w zakresie historii sztuki uzyskał w 2000 roku na Uniwersytecie Kardynała Stefana Wyszyńskiego w Warszawie. Promotorem dysertacji opatrzonej tytułem Działalność fundacyjna rodów szlacheckich na terenie ziem łęczyckiej i sieradzkiej w XVI i XVII wieku - mauzoleum szlacheckie był dr hab. Zbigniew Bania, prof. UKSW.
29 listopada 2013 roku Rada Wydziału Historycznego Uniwersytetu Jagiellońskiego nadała mu stopień doktora habilitowanego nauk humanistycznych (dyscyplina: historia sztuki, specjalność: historia sztuki nowożytnej). Promocja habilitacyjna odbyła się 29 maja 2014 roku w auli Collegium Maius Uniwersytetu Jagiellońskiego.
W 1992 roku został zatrudniony na stanowisku asystenta w Zakładzie Historii Sztuki Uniwersytetu Łódzkiego (późniejszej Katedrze Historii Sztuki). Adiunktem został w 2000 roku, a stanowisko profesora nadzwyczajnego Uniwersytetu Łódzkiego otrzymał w 2016 roku.
W ostatnim czasie zaangażowany w organizacje konferencji naukowych m.in. HISTORIA - KONSERWACJA -  REWITALIZACJA. Funkcjonowanie rezydencji regionu łódzkiego w kontekście doświadczeń europejskich (26-28.09.2016), „Okno, przez które wkracza do nas rzeczywistość Boga”. Ołtarz w świetle historii sztuki i teologii liturgii (01-02.06.2017).
Prowadzi zajęcia dydaktyczne z historii sztuki polskiej i powszechnej nowożytnej oraz ze wstępu do historii sztuki, objazdy zabytkoznawcze i ćwiczenia inwentaryzacyjne. Jest opiekunem seminarium doktoranckiego i magisterskiego.
W swoich zainteresowaniach naukowych koncentruje się na historii architektury i sztuki nowożytnej, prowadząc badania nad związkami zachodzącymi pomiędzy światem idei a formami artystycznymi. Szczególne miejsce zajmuje w nich problematyka historycznych uwarunkowań i ich wpływu na fundacje artystyczne. Zagadnienia te dotyczą głównie początków epoki nowożytnej oraz zmian zachodzących w XVI i XVII w. Doświadczenia badacza sztuki nowożytnej wykorzystuje również w odniesieniu do zabytków łódzkiej architektury XIX i XX w.

## Nagrody i stypendia
- I nagroda w XLVIII Konkursie im. ks. prof. dr Szczęsnego Dettloffa za pracę Vetusta Monumenta. Szlacheckie mauzoleum od poł. XV do XVII w. (2003).
- Nagroda II stopnia Rektora Uniwersytetu Łódzkiego za książkę De Sacra Antiquitate. Odwołania do przeszłości w polskiej architekturze sakralnej XVI wieku (2014)[8].
- Złota Odznaka Uniwersytetu Łódzkiego (2016)[9].
- Stypendium Fundacji Lanckorońskich - Rzym (2006).
- Stypendium Fundacji Lanckorońskich - „Janineum Institut” w Wiedniu (2006, 2007).

## Pełnione funkcje
- Kierownik Katedry Historii Sztuki Uniwersytetu Łódzkiego (od 1 października 2016)[10].
- Członek Stowarzyszenia Historyków Sztuki (od 2003)[11].
- Członek Łódzkiego Towarzystwa Naukowego (od 2014)[12].
- Członek Komitetu Nauk o Sztuce PAN (kadencja 2015-2018)[13].
- Członek kolegium recenzenckiego Rocznika Instytutu Historii Sztuki UJ Modus. Prace z historii sztuki[14].
- Redaktor serii wydawniczej „Sztuka Polski Środkowej”[15].
- Redaktor naczelny półrocznika Katedry Historii Sztuki UŁ "TECHNE. Seria nowa"[16].

## Wybrane publikacje

### Monografie
- Vetusta monumenta. Szlacheckie mauzoleum od poł. XV w. do XVII w., Łódź 2002.
- De Sacra Antiquitate. Odwołania do przeszłości w polskiej architekturze sakralnej XVI wieku, Warszawa 2012.
- Łódzkie budynki 1945-1970, Łódź 2009 (P. Gryglewski, R. Wróbel, A. Ucińska).
- Willa Leopolda Kindermanna, Łódź 2009 (P. Gryglewski, K. Stefański).
- Sztuka polska. Wczesny i dojrzały barok (XVII wiek), Warszawa 2013 (P. Gryglewski, Z. Bania, A. Bender, J. Talbierska).

### Artykuły
- Brzezińskie mauzoleum rodziny Lasockich, [w:] Sztuka Polski Środkowej – studia. Architektura nowożytna, Łódź 2000.
- The Structure of a Region and its Architectural Landscape, „Art Inquiry”, vol. XIII, 2002, s.139-150.
- Siedmioboczna kaplica Różańcowa w Burzeninie, [w:] Sztuka Polski Środkowej. Sztuka nowożytna i nowoczesna, Łódź 2007, s. 20-34.
- Fundacja kościoła św. Mateusza w Pabianicach jako przykład oddziaływania architektury nowożytnej katedry płockiej, [w:] Studia nad sztuką renesansu i baroku. Fundator i dzieło. Cz. III, t. VIII, red. J. Lileyko i I. Rolska-Boruch, Lublin 2007, wyd. TN KUL, s. 117-139.
- Przykłady wykorzystania schematów dekoracyjnych rezydencji nowożytnych w łódzkich wnętrzach fabrykanckich, [w:] Sztuka w Łodzi (5). W fabryce, salonie, teatrze i kawiarni – łódzkie wnętrza XIX i XX wieku, Łódź 2008, s. 51-60.
- Architektoniczny kontekst ceremoniału dworskiego w końcu XVII i na początku XVIII wieku na przykładzie wiedeńskiej rezydencji księcia Eugeniusza Sabaudzkiego, [w:] Studia nad sztuką renesansu i baroku. Ceremoniał i obyczaj w XVI-XVIII wieku, red. J. Lileyko i I. Rolska-Boruch, Lublin 2008, s. 79-93.
- Między „sacrum” a doczesnością. Przykłady fundacji sanktuariów z terenów Polski Środkowej, [w:] Studia nad sztuką renesansu i baroku. Programy ideowe w przedsięwzięciach artystycznych w XVI-XVIII wieku, red. I. Rolska-Boruch, t. 10, Lublin 2010, s. 67-83.
- Dawna kolegiata w Wolborzu – fazy rozbudowy, [w:] Architektura znaczeń, Warszawa 2011, s. 76-89.
- Na pograniczu dzielnic. Architektura sakralna ziemi wieluńskiej w XVII wieku – wybrane problemy, [w:] Między Wrocławiem a Lwowem. Sztuka na Śląsku, w Małopolsce i na Rusi Koronnej w czasach nowożytnych, Wrocław 2011, s. 143-154.
- Oddziaływanie nowożytnej katedry płockiej na przemiany w polskiej architekturze sakralnej w XVI w. – uwag kilka, [w:] Sztuka Polski Środkowej. t. V, Sztuka nowożytna i nowoczesna, Łódź 2011, s. 27-48.
- „Innowacje” i „zapóźnienia. Uwagi na marginesie badań nad architekturą polską XVI wieku, [w:] Studia nad sztuką renesansu i baroku, t. XI. Tradycja i innowacja w sztuce nowożytnej, red. I. Rolska, K. Gombin, Lublin 2013, s. 7-29.
- Centra i peryferia z perspektywy badań regionalnych, [w:] Centrum, prowincje, peryferia – wzajemne relacje w dziejach sztuki, Łódź 2013, s. 109-124.
- Potrydenckie przemiany w architekturze sakralnej. Uwagi na przykładzie zabytków z obszarów centralnej Polski, [w:] Sztuka po Trydencie, red. K. Kuczman, A. Witko, 2014, s. 419-446.
- Recepcja nowożytnych form ornamentalnych w epoce historyzmu na przykładzie wybranych dekoracji architektonicznych w Łodzi (1870-1900), [w:] Ornament i dekoracja, red. J. Daranowska-Łukaszewska, A. Dworzak. A. Betlej, Kraków 2015, s. 167-181.
- Czy kopuły powinny wirować? Uwagi o dekoracjach sklepień w polskich kaplicach kopułowych w XVI i na początku XVII wieku, [w:] Studia nad sztuką renesansu i baroku, t. 12, Lublin 2016, s. 145-168.